# 이세만

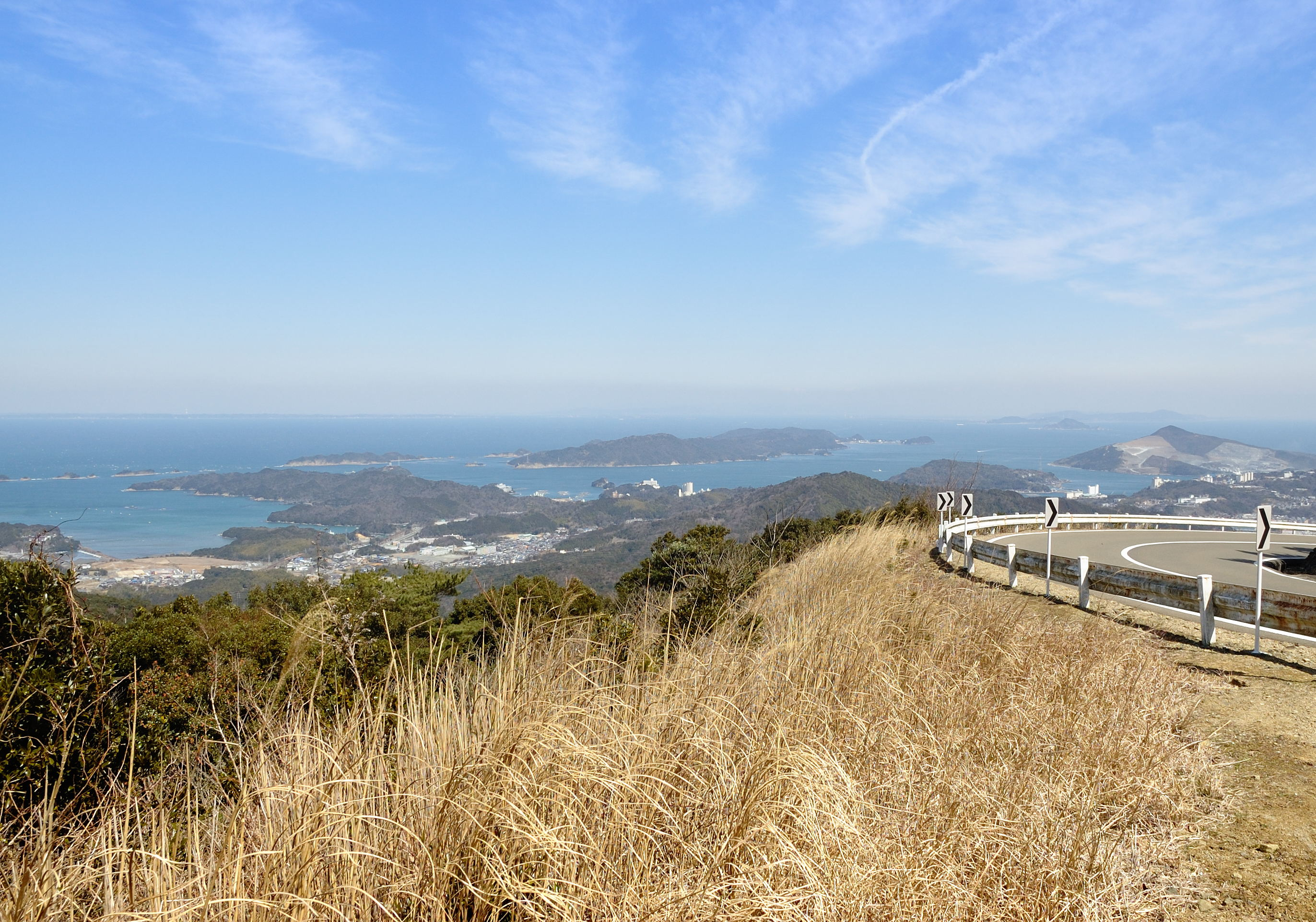
이세시에 있는 이세만의 모습

이세만(일본어: 伊勢湾 いせわん[*])은 일본, 미에현과 아이치현 사이의 기소강의 입구에 위치한 만(湾)이다. 이세만은 평균 깊이 19.5미터, 만의 중심을 향해 최저 30미터이다. 이세만의 입구는 약 9킬로미터 너비이고, 나카야마 해협과 모로사키 해협으로 나뉘는 작은 만 미카와만으로 이어져있다. 미카와만은 깊이 50에서 100미터의 이라코 해협을 통해 태평양으로 이어진다.
| 지타반도 아쓰미반도 ↖이세만 미카와만 이라고 수도 이라고곶 태평양 오카자키평야 |

## 환경과 역사
이세만은 이세 신궁이 서있는 곳과 이세시가 있는 구역에서 이름을 따왔다. 미에현 북쪽의 구와나로부터 이세까지 펼쳐진 평평한 해안평야는 이세평야라고 불리고, 이세만의 서쪽에 놓여있다. 메이지 시대 전, 이세국은 현대 미에현의 대부분을 포함한다.
예로부터 이세만은 주변 사람들에게 풍부한 자연산물을 제공해주고 교통의 요지역할을 하였다. 그 결과, 만 주변에 특별한 공동체가 발전하고, 이세 새우를 비롯한 낚시, 진주 양식, 쌀농사와 제조업이 번성하였다. 이세만의 북쪽해안에 위치한 나고야항은 일본에서 가장 큰 무역항이고, 만의 인공섬에 설립된 주부 국제공항은 2005년부터 이 지역공항으로 사용되기 시작하였다.
제2차 세계대전 후 이세만은 일본 경제의 빠른 회복을 위해 지대한 역할을 하였다. 이 빠른 공업 성장은 이 지역에 경제적 이득을 안겨주었지만, 수질과 땅의 오염, 감소된 개펄과 김양식장, 다른 식물군과 동물군에게 치명적인 영향을 끼치는 결과를 초래하게 되었다. 1959년 이세만 태풍 후 주거지 보호를 목적으로 건설된 해양벽이 더욱 더 이 지역을 바다로부터 격리시키게 되었다.
이세만에는 또한 3가지 지진단층이 존재한다: 이세만 단층과 스즈카-오키 단층, 시로코-노마 단층이다.